# Gran Premio de Sudáfrica de Motociclismo

Mapa del autódromo de Phakisa, donde se disputó el Gran Premio entre 1999 y 2004.

El Gran Premio de Sudáfrica de Motociclismo, denominado en inglés South African motorcycle Grand Prix fue una carrera de motociclismo de velocidad perteneciente al Campeonato Mundial de Motociclismo. Se disputó en distintos períodos, la primera carrera se desarrolló durante la temporada 1983, mientras que el último gran premio fue en la Temporada 2004 del Campeonato del Mundo de Motociclismo.
El piloto italiano Valentino Rossi fue el que más veces ganó la prueba con tres triunfos. Su primera victoria fue en la categoría 250cc en 1999, luego en 2001 ganó en 500cc. Finalmente su último triunfo fue en MotoGP en 2004, última carrera de este gran premio. En cuanto a constructores, la escudería Honda obtuvo más veces la victoria, en distintas categorías sus pilotos lograron un total de diez victorias.
El circuito de Phakisa recibió este gran premio durante sus últimas ediciones.

## Ganadores del Gran Premio de Sudáfrica

### Ganadores múltiples (pilotos)
| # Victorias | Piloto          | Victorias | Victorias    |
| # Victorias | Piloto          | Categoría | Años ganador |
| ----------- | --------------- | --------- | ------------ |
| 3           | Valentino Rossi | MotoGP    | 2004         |
| 3           | Valentino Rossi | 500 cc    | 2001         |
| 3           | Valentino Rossi | 250 cc    | 1999         |
| 2           | Eddie Lawson    | 500 cc    | 1984, 1985   |
| 2           | Freddie Spencer | 500 cc    | 1983         |
| 2           | Freddie Spencer | 250 cc    | 1985         |
| 2           | Max Biaggi      | 500 cc    | 1999         |
| 2           | Max Biaggi      | 250 cc    | 1992         |
| 2           | Manuel Poggiali | 250 cc    | 2003         |
| 2           | Manuel Poggiali | 125 cc    | 2002         |
| 2           | Dani Pedrosa    | 250 cc    | 2004         |
| 2           | Dani Pedrosa    | 125 cc    | 2003         |

### Ganadores múltiples (constructores)
| # Victorias | Constructor | Victorias | Victorias                    |
| # Victorias | Constructor | Categoría | Años ganador                 |
| ----------- | ----------- | --------- | ---------------------------- |
| 10          | Honda       | MotoGP    | 2002, 2003                   |
| 10          | Honda       | 500 cc    | 1983, 2001                   |
| 10          | Honda       | 250 cc    | 1985, 2001, 2004             |
| 10          | Honda       | 125 cc    | 1992, 2003, 2004             |
| 8           | Yamaha      | MotoGP    | 2004                         |
| 8           | Yamaha      | 500 cc    | 1984, 1985, 1992, 1999, 2000 |
| 8           | Yamaha      | 250 cc    | 1984, 2000                   |
| 6           | Aprilia     | 250 cc    | 1992, 1999, 2002, 2003       |
| 6           | Aprilia     | 125 cc    | 1999, 2000                   |

### Por año
| Año  | Circuito | 125 cc             | 125 cc      | 250 cc              | 250 cc      | MotoGP          | MotoGP      |
| Año  | Circuito | Piloto             | Constructor | Piloto              | Constructor | Piloto          | Constructor |
| ---- | -------- | ------------------ | ----------- | ------------------- | ----------- | --------------- | ----------- |
| 2004 | Welkom   | Andrea Dovizioso   | Honda       | Dani Pedrosa        | Honda       | Valentino Rossi | Yamaha      |
| 2003 | Welkom   | Dani Pedrosa       | Honda       | Manuel Poggiali     | Aprilia     | Sete Gibernau   | Honda       |
| 2002 | Welkom   | Manuel Poggiali    | Gilera      | Marco Melandri      | Aprilia     | Tohru Ukawa     | Honda       |
| Año  | Circuito | 125 cc             | 125 cc      | 250 cc              | 250 cc      | 500 cc          | 500 cc      |
| Año  | Circuito | Piloto             | Constructor | Piloto              | Constructor | Piloto          | Constructor |
| 2001 | Welkom   | Youichi Ui         | Derbi       | Daijiro Kato        | Honda       | Valentino Rossi | Honda       |
| 2000 | Welkom   | Arnaud Vincent     | Aprilia     | Shinya Nakano       | Yamaha      | Garry McCoy     | Yamaha      |
| 1999 | Welkom   | Gianluigi Scalvini | Aprilia     | Valentino Rossi     | Aprilia     | Max Biaggi      | Yamaha      |
| 1992 | Kyalami  | Jorge Martínez     | Honda       | Max Biaggi          | Aprilia     | John Kocinski   | Yamaha      |
| 1985 | Kyalami  |                    |             | Freddie Spencer     | Honda       | Eddie Lawson    | Yamaha      |
| 1984 | Kyalami  |                    |             | Patrick Fernandez   | Yamaha      | Eddie Lawson    | Yamaha      |
| 1983 | Kyalami  |                    |             | Jean-François Baldé | Chevallier  | Freddie Spencer | Honda       |